# Буевцы
Бу́евцы (самоназвания «истинно православные», реже «алексе́евцы») — часть иосифлянского движения, действовавшая в епархиях Центрального Черноземья — Воронежской, Курской, Липецкой и Тамбовской. Буевцы являлись наиболее радикальной частью иосифлян. Название введено сотрудниками следственных органов ОГПУ по имени епископа Алексия (Буя), возглавившего в январе 1928 года это движение.

## История
Движение возникло в конце 1927 года, вскоре после публикации Декларации 1927 года митрополита Сергия (Страгородского). В Воронежской епархии, которой временно управлял епископ Козловский Алексий (Буй), стали активно распространяться документы с резкой критикой декларации и указа митрополита Сергия от 21 октября 1927 года о богослужебном поминовении государственной власти. Тогда же начались первые аресты протестующих: 25 октября 1927 года в Воронеже был арестован протоиерей Петр Новосельцев, 28 ноября — протоиерей Илия Пироженко и др.
Окончательно движение оформилось после отделения епископа Алексия от митрополита Сергия 22 января 1928 года. Движение охватило около 40 районов Центрально-Чернозёмной области, в основном Воронежскую и Тамбовскую епархии, центрами его являлись Алексеевский Акатов мужской и Воронежский Покровский женский монастыри. Общее число «буевского» духовенства составляло более 400 человек. После ареста епископа Алексия (7 марта 1929) до июня 1929 буевцев окормлял епископ Серпуховской Максим (Жижиленко), с августа 1929 года по январь 1931 года — епископ Бахмутский и Донецкий Иоасаф (Попов).
В указе заместителя патриаршего местоблюстителя и Временного патриаршего Священного синода от 6 августа 1929 года объявлялось: «Таинства, совершенные в отделении от единства церковного… последователями бывш. Ленинградского митр. Иосифа (Петровых), бывш. Гдовского епископа Димитрия (Любимова), бывш. Уразовского епископа Алексия (Буй), как тоже находящихся в состоянии запрещения, также недействительны, и обращающихся из этих расколов, если последние крещены в расколе, принимать через таинство Св. Миропомазания».
Организационная структура движения была разгромлена в 1930-е годы, в основном в ходе арестов по двум делам «Церковно-монархической организации „буевцев“». Следствие по первому делу продолжалось с февраля по июль 1930 года, были арестованы 134 человек (не все они принадлежали к «буевцам»), 11 были приговорены к расстрелу. Следствие по второму делу проходило с октября 1932 по март 1933 года. В ходе него были арестованы 202 человека, бо́льшую часть приговорили к заключению в лагерь и ссылке. В сентябре 1937 года по делу «контрреволюционной террористической подпольной организации на территории Воронежской обл.» были арестованы и осуждены 102 человека. Епископ Алексий (Буй) был казнён 3 ноября 1937 года.
Оживление религиозной жизни в годы Великой Отечественной войны коснулось и «буевцев». Часть противников митрополита Сергия в Центральном Черноземье не присоединилась к РПЦ, и в первое послевоенное десятилетие этот регион стал основной базой катакомбного движения.
В 1943—1966 годах катакомбные общины в Воронежской области возглавляли архимандрит Никандр (Стуров), протоиерей Иоанн Андриевский и иеромонах Анувий (Капинус). После кончины последнего в 1966 году катакомбных священников в Воронеже не стало. Деятельность буевцев в конце 1940-х — 1980-х годов, в отличие от периода конца 1920-х — 1930-х годов, проходила в условиях строгой конспирации, отказа от государственной регистрации общин и духовенства; буевцы не принимали участия в государственных мероприятиях: выборах, праздновании революционных праздников, подписках на займы и т. п.
Отдельные тайные общины «буевцев» просуществовали до начала 1990-х годов. Большинство из них вошли в юрисдикцию Русской православной церкви заграницей, часть — в легализовавшиеся общины катакомбников.
На Архиерейском Юбилейном соборе 2000 года 10 из 11 священников и мирян, расстрелянных в 1933 году, были причислены к лику святых: протоиерей Иоанн Стеблин-Каминский, иеромонах Косма (Вязников), архимандрит Тихон (Кречков), иерей Сергий Гортинский, иерей Феодор Яковлев, протоиерей Александр Архангельский, иерей Георгий Никитин, иеромонах Георгий (Пожаров), миряне Ефим Гребенщиков и Пётр Вязников.